# Исландский язык

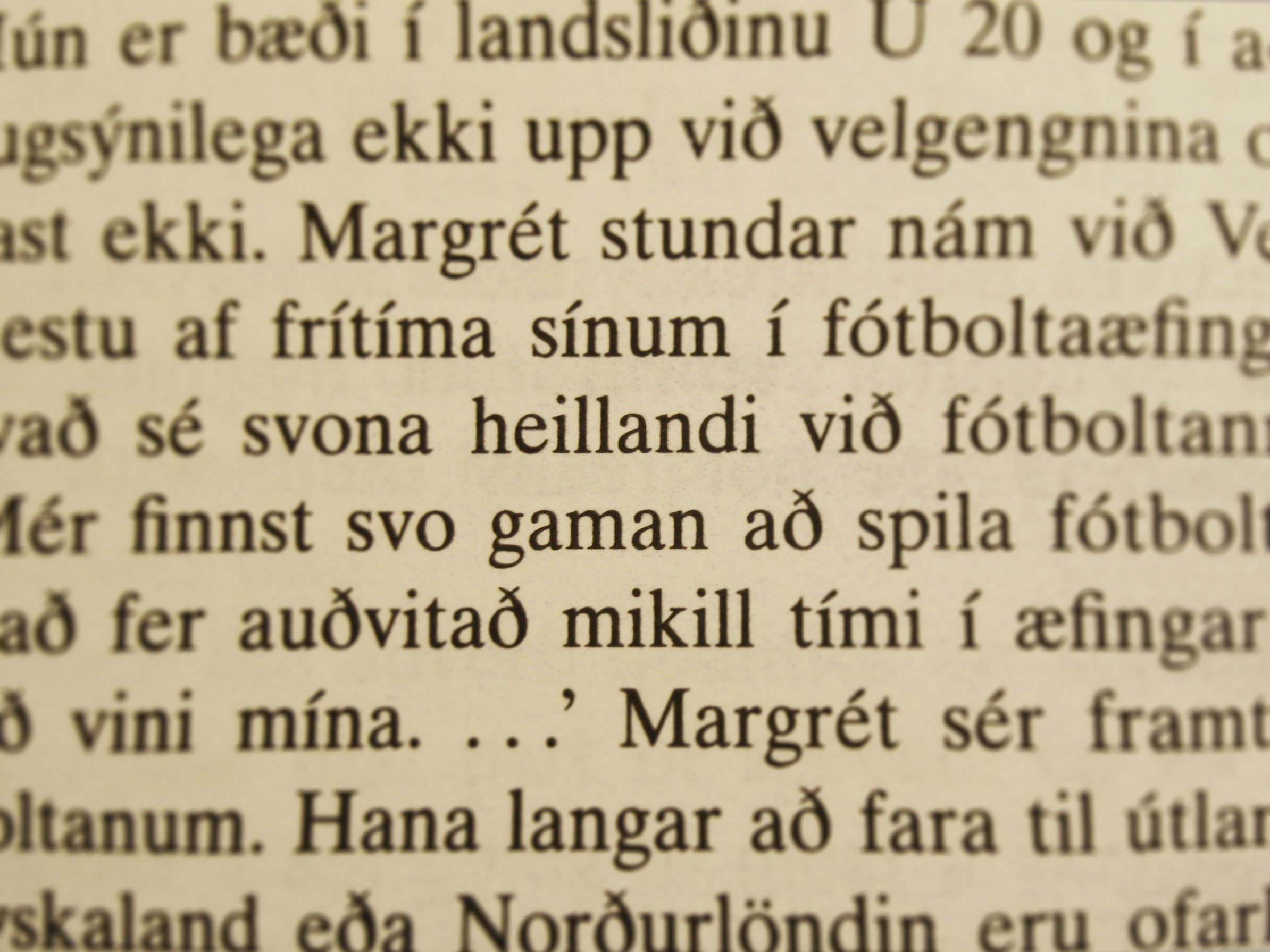
Книга на исландском языке

Исла́ндский язы́к (самоназвание — íslenska [is(t)lεnska]) — один из индоевропейских языков и язык исландцев, государственный (с 2011 года — законодательно) в Исландии. Представитель скандинавской группы германских языков, среди которых является самым архаичным и наиболее близким к древнескандинавскому.
Исторически исландский язык был самым западным индоевропейским языком до поселения португальцев на Азорских островах. Исландский, фарерский, западнонорвежский и вымерший язык норн ранее составляли западные скандинавские языки, а шведский, датский и восточнонорвежский — восточные скандинавские языки. Обе группы повлияли на современный норвежский язык. Сегодня скандинавские языки подразделяются на континентальные (датский, шведский и норвежский) и островные (исландский и фарерский). Границей разделения староисландского языка и новоисландского языка можно считать 1540 г.
В большинстве современных германских языков сильно ограничено склонение существительных; они, в основном, аналитические. Исландский же имеет синтетическую грамматику, сохраняя 4 падежа, являясь в целом одним из немногих германских языков, которые сохранили падежи. Он отличается также большим количеством «неправильных склонений» (склонений не по правилам). Лексика исландского языка отличается подавляющим преобладанием исконных корней и составленных из них слов в силу языкового пуризма.
Большинство людей, говорящих на исландском языке — примерно 320 000 человек — живёт в Исландии; больше 8000 — в Дании, из которых примерно 3000 являются студентами. Примерно 5000 человек говорят на исландском языке также в США и больше 1400 — в Канаде, особенно в провинции Манитоба. 97 % населения Исландии считают исландский язык своим родным языком, но за пределами Исландии, особенно в Канаде, количество говорящих постепенно уменьшается.
Институт исландских исследований Арни Магнуссона (исл. Stofnun Árna Magnússonar í íslenskum fræðum) является центром для сохранения средневековых исландских манускриптов; центром изучения исландского языка и литературы. Совет исландского языка, в состав которого входят университеты, художники, журналисты и Министерство культуры, науки и образования, советуется с властями по поводу языковой политики. С 1995 г., 16 ноября каждого года празднуется День исландского языка в честь дня рождения поэта XIX века Йоунаса Хадльгримссона (исл. Jónas Hallgrímsson).

## Вопросы классификации
Исландский язык принадлежит к скандинавским языкам. Древнеисландский язык сложился на основе одного из западноскандинавских диалектов. Современный исландский язык относится к так называемым островным скандинавским языкам, длительное время развивавшимся в условиях минимальных межъязыковых контактов.

## История
История исландского языка началась в IX в. с прибытием норвежских поселенцев, говорящих на древнескандинавском языке, в Исландию. Самые старые сохранившиеся тексты на исландском языке были написаны примерно в 1100 г. Большинство этих текстов — это стихотворения и законы, передававшиеся устно из поколения в поколение до того, как они были записаны. Самые известные из них, написанные в Исландии начиная с XII в., — это саги — исторические труды Снорри Стурлусона, а также старшие эдды.
Язык эры саг называется древнеисландским — это диалект древнескандинавского языка, общего для эры викингов. Если обобщить, древнеисландский язык был древнескандинавским с некоторым кельтским влиянием. То, что Дания управляла Исландией с 1380 г. по 1918 г., несколько повлиял на развитие исландского языка, что отразилось на его повседневном использовании среди населения.
В силу отделённости Исландии от материковой Европы исландский язык наиболее сохранил сходство с древнескандинавским. Исландский народ соблюдает языковую чистоту, так что в языке очень мало заимствований — новые понятия и определения образуются с помощью словосложения и суффиксального словообразования.
В XIV веке был осуществлён первый перевод научной книги на народный язык (с латинского на исландский) — такой книгой стало руководство по арифметике математика Иоанна де Сакробоско.

### Язык норвежских поселенцев
Большинство первых поселенцев Исландии прибыли из западной Норвегии; они говорили на западном диалекте древнескандинавского языка. Из-за географической изоляции и отсутствия влияния со стороны других языков, развитие исландского языка было полностью независимым, однако считать, что язык, занесённый в Исландию первыми поселенцами, был совершенно однородным, неправильно. Даже несмотря на то, что большинство поселенцев прибыли из западной Норвегии, некоторые прибыли также из других областей Норвегии и других скандинавских стран. Исходя из этого, на исландский язык повлияли многие норвежские диалекты. Близкое смешение исландцев, особенно на альтинге — общем собрании, проводившемся в начале каждого лета в Тингведлире, привело к тому, что значительные различия между диалектами стали постепенно исчезать. Хотя точно и не известно, как развивался язык, современный исландский язык изменился намного меньше, чем остальные скандинавские языки. Развитие исландского языка, которое в итоге привело к его полному отделению от норвежского и других скандинавских языков, началось с основанием первого поселения. Исландский язык потерял все следы тональной природы, которые заметны в современном норвежском и особенно в шведском языках.

### Скандинавский период
Время с 550 г. по 1050 г. называют «скандинавским» или «общескандинавским». В это время во всей Скандинавии говорили на одном общем языке. Ключевое положение Дании, как главной управляющей точки всей Скандинавии, привело к тому, что язык часто назывался «датским» (dǫnsk tunga). Несмотря на то, что в некоторых областях уже существовали предпосылки для образования отдельных языков, трудностей с взаимопониманием между скандинавами не было.
Письменных свидетельств о dǫnsk tunga, на котором говорили в Исландии, не сохранилось. Древние скандинавские руны были широко известны, но никогда не использовались для написания на папирусе (кроме «Codex Runicus»). Они были разработаны как «священный алфавит», которым писали на камне, металле или дереве. В Исландии было найдено несколько рунических надписей и почти все они относятся ко времени после 1200 года.
Время с 1050 по 1350 год называют «древнескандинавским». Из этого времени имеются многочисленные манускрипты и документы, позволяющие исследователям точно описать исландский язык того времени. Все документы написаны латинским алфавитом, который стал использоваться в Исландии с XII в. Законы первый раз были записаны на велени в 1117—1118 гг. Первые рукописи среди тех, которые до сих пор сохранились, относятся ко второй половине XII века. Примерно в 1130—1140 гг. был составлен «Первый грамматический трактат» (исл. Fyrsta Málfrœðiritgerðin) — описание уникального для того времени языка в Европе. Труд описывал звуки языка; он описывал фонетику во многом так же, как современная лингвистическая методология. Манускрипт, который сегодня хранится в Рейкьявике в Handritastofnun Íslands («Институт манускриптов Исландии»), является поздней копией этого труда. Три других грамматических научных труда были написаны в следующих десятилетиях.

### Современность
Во время датского владычества исландский язык испытывал сильное влияние со стороны датского, особенно говор жителей Рейкьявика, однако в начале XIX в. благодаря деятельности Р. К. Раска и местных романтистов началось движение за очищение языка от заимствований из других языков (языковой пуризм).

## Лингвогеография и современное положение

### Ареал и численность
Подавляющее большинство носителей исландского языка живёт в Исландии, где на нём говорит около 290 тыс. человек (2007, оценка). В Дании проживают 8165 носителей, из которых примерно 3000 — студенты. По-исландски говорят также 5655 человек в США (2000, перепись) и 2385 в Канаде (2001, перепись, в основном в Гимли, Манитоба), в России — 233 человека (2010, перепись). В общинах эмигрантов за пределами Исландии число говорящих на исландском языке уменьшается.
Общая численность говорящих — около 321 тыс. чел. (2015, оценка).

### Социолингвистические сведения
Исландский является официальным языком Республики Исландия. Орфографическая норма современного исландского языка сложилась в начале XIX века, в её становлении большую роль сыграл Расмус Кристиан Раск. Он обосновал статус древнеисландского языка как классического языка германистики. В основе литературного произношения — особенности южного диалекта.

### Диалекты
Диалектное членение исландского языка выражено слабо. Различаются следующие диалекты:
- южный (т. н. линмайли), в котором глухие /p, t, k/ в неначальной позиции произносятся как слабые непридыхательные [b̥, d̥, g̊];
- северный (т. н. хардмайли), где /p, t, k/ произносятся как глухие придыхательные [pʰ, tʰ, kʰ].

«Высокий исландский» — развиваемая энтузиастами «ультрапуристическая форма» современного исландского языка, полностью исключающая слова иностранного происхождения. Существует лишь как интернет-проект, мало кому известный даже в самой Исландии.
В XVII в. на Западных Фьордах существовал исландско-баскский пиджин, на котором местные жители общались с моряками из Испании. В XIX в. имел хождение исландско-французский пиджин фландрамауль, который использовался в общении с рыбаками из Франции.

## Письменность
Письменность на основе латинского алфавита с XII в. Древнейшие тексты на исландском языке — стихотворения исландских скальдов X—XI вв., первоначально передававшиеся изустно. Древнейшие письменные памятники исландского языка — рукописи XIII в., некоторые из них, возможно, являются списками с рукописей кон. XII в. По сравнению со стандартной латиницей, в исландском алфавите отсутствуют буквы с, q, w, z (последняя отменена в 1974 году) и присутствуют á, é, ð, í, ó, ú, ý, þ, æ, ö.
Исландский алфавит
| A | Á | B | D | Ð | E | É | F | G | H | I | Í | J | K | L | M | N | O | Ó | P | R | S | T | U | Ú | V | X | Y | Ý | Þ | Æ | Ö |
| a | á | b | d | ð | e | é | f | g | h | i | í | j | k | l | m | n | o | ó | p | r | s | t | u | ú | v | x | y | ý | þ | æ | ö |

## Лингвистическая характеристика

### Фонетика и фонология
Фонетический строй исландского языка отличается наличием правила слогового равновесия (свойственного также шведскому, норвежскому и фарерскому языкам): в ударном слоге гласный краток перед долгим согласным (включая преаспирированные, которые являются долгими) или группой согласных, иначе гласный является долгим (перед одиночным кратким согласным, другим гласным или концом слова).

#### Гласные

Гласные звуки исландского языка

Вокализм отличается противопоставлением долгих и кратких монофтонгов и дифтонгов. Все гласные могут быть краткими и долгими в зависимости от того, закрытый слог или открытый.
Состав монофтонгов:
| Подъём                                | Ряд               | Ряд         | Ряд        |
| Подъём                                | Передний ряд      | Средний ряд | Задний ряд |
| ------------------------------------- | ----------------- | ----------- | ---------- |
| Верхний подъём, узкая разновидность   | i: i (í ý)        |             | u: u (ú)   |
| Верхний подъём, широкая разновидность | ɪ: ɪ (i y)        | ʏ ʏ: (u)    |            |
| Средний подъём                        | ε: ε (e) œ: œ (ö) |             | ɔ: ɔ (o)   |
| Нижний подъём                         |                   | a: a (a)    |            |

Имеются следующие дифтонги: æ [ai] [a: i], au [œy] [œ:y], á [au] [a: u], ei, ey [εi] [ε:i], ó [ou] [o: u].
В исландском языке полностью отсутствует безударный редуцированный гласный [ə] (шва).

#### Согласные
| По способу образования | По способу образования | По месту образования | По месту образования | По месту образования | По месту образования | По месту образования | По месту образования | По месту образования | По месту образования | По месту образования |
| По способу образования | По способу образования | Губные               | Губные               | Переднеязычные       | Переднеязычные       | Дорсальные           | Дорсальные           | Дорсальные           | Дорсальные           | Ларингалы            |
| По способу образования | По способу образования | Губные               | Губные               | Переднеязычные       | Переднеязычные       | Палатальные          | Палатальные          | Заднеязычные         | Заднеязычные         | Глоттальные          |
| ---------------------- | ---------------------- | -------------------- | -------------------- | -------------------- | -------------------- | -------------------- | -------------------- | -------------------- | -------------------- | -------------------- |
| Носовые                | Носовые                | (m̥)                  | m                    | (n̥)                  | n                    | (ɲ̊)                  | (ɲ)                  | (ŋ̊)                  | (ŋ)                  |                      |
| Взрывные               | Взрывные               | pʰ                   | p                    | tʰ                   | t                    | (cʰ)                 | (c)                  | kʰ                   | k                    |                      |
| Фрикативные            | Сибилянты              |                      |                      | s                    |                      |                      |                      |                      |                      |                      |
| Фрикативные            | Несибилянты            | f                    | v                    | θ                    | (ð)                  | (ç)                  | j                    | (x)                  | (ɣ)                  | h                    |
| Боковые                | Боковые                |                      |                      | (l̥)                  | l                    |                      |                      |                      |                      |                      |
| Дрожащие               | Дрожащие               |                      |                      | (r̥)                  | r                    |                      |                      |                      |                      |                      |

Консонантизм основан на корреляции напряжённости/придыхательности среди смычных, звонкие b, d, g отсутствуют. В начале слова противопоставлены глухие придыхательные [pʰ], [tʰ], [kʰ] (орф.: p, t, k) и глухие непридыхательные [b̥], [d̥], [g̊] (в орфографии: b, d, g). Долгие придыхательные получают преаспирацию: [ʰk:], [ʰp:], [ʰt:] (в орфографии: kk, pp, tt). В исландском также существуют глухие сонорные [r̥], [l̥], [n̥], [ɲ̊], [ŋ̊], [m̥], из них в начале слова встречаются лишь первые три (обозначаются на письме как hr, hn, hl). В других позициях сонорные оглушаются перед орфографическими p, t, k (которые, теряя придыхание, переходят в [b̥], [d̥], [g̊]), сохраняя звонкость перед b, d, g. В северном исландском (хардмайли) сонорные перед p, t, k, как правило, не оглушаются (последние сохраняют придыхание), однако из этого правила бывают исключения. В отличие от большинства скандинавских языков, в исландском языке палатализация заднеязычных задержалась на начальной стадии (имеются палатальные [kjʰ] и [gj]), аффрикат и вторичных альвеопалатальных спирантов нет.

#### Ударение
В исландском фиксированное ударение на начальном слоге. Даже в заимствованных словах ударение падает на первый слог: prófessor [`pro: ufεsɔr]. Исключение составляют редкие слова с безударными приставками.

### Морфология
Исландский язык — флективный язык с элементами агглютинации. Система склонения современного исландского языка очень близка к системе склонения древнеисландского.

#### Существительное
У исландского существительного имеется ряд архаичных черт, отсутствующих в других скандинавских языках: 3 рода (мужской, женский, средний) и 4 падежа (именительный, родительный, дательный, винительный). Существительное имеет категории числа (единственное и множественное), а также определённости и неопределённости.
Постпозитивный определённый артикль, возникший из указательного местоимения, является именной энклитикой: он склоняется, повторяя именную флексию. Неопределённый артикль отсутствует. Двойная определённость (артикль добавляется к существительным, уже имеющим синтаксический детерминатив) в исландском языке почти не встречается.
Принцип образования постпозитивного артикля: armurinn = armur + inn << armur hinn («та рука»); kinnarinnar = kinnar + innar << kinnar hinnar («той щеки»). Отдельно артикль hinn в современном языке употребляется только в книжном стиле и в торжественной речи. Он оформляет группу «прилагательное + существительное»: hinn gamli maður («тот старый человек»; книжный стиль) = gamli maðurinn (нейтр.)

#### Глагол
Глагол имеет категории времени, наклонения и залога. Синтетическими временами являются настоящее и претерит, остальные строятся аналитически. Перфект строится при помощи глагола hafa «иметь». Форма будущего времени не грамматикализована. Пассив образуется аналитически. Есть класс средних глаголов с маркером -st, имеющим возвратное происхождение. Имеется обширный класс глаголов, связанных сильным управлением с существительными в дательном и родительном падеже.

### Синтаксис
Обычный порядок слов ― «подлежащее — сказуемое — дополнение» (SVO), хотя подлежащее в исландском предложении может отсутствовать. Часто встречаются безличные модели предложения. Семантический субъект безличных предложений имеет некоторые свойства грамматического подлежащего.
Порядок слов в независимом повествовательном предложении обусловлен ограничением, в соответствии с которым спрягаемый глагол занимает второе или первое место в предложении. Прочие части речи не имеют чётко установленного места в предложении. Асимметрия независимых и придаточных предложений выражена слабо: в отличие от континентальных скандинавских языков, в исландском языке глагол не сдвигается в придаточном на шаг вправо.

### Лексика
В словарном составе исландского языка подавляюще преобладает исконная лексика. В силу пуристической направленности исландской словесности и её направленности на классическую древнеисландскую литературу (что стало частью внутренней политики с IXX века) слова для новых лексических значений возникают в основном за счёт калькирования. В литературном исландском языке почти нет международной терминологии: термины либо калькируются, либо создаются из исконных корней, а не заимствуются напрямую. В устной речи исландцев число заимствований из датского и английского языков, однако, выше.
Все иноязычные имена собственные, прежде чем стать официально признанными и годными к использованию, должны пройти проверку на склоняемость и произносимость в особой комиссии.
Что же касается пришлых имён нарицательных, то и они творчески перерабатываются, чтобы превратиться в исконно исландское слово, пусть и многокоренное. Например, слово, обозначающее «прожектор» (ljóskastari), состоит из двух корней и переводится как «то, что бросает свет»; «кино» (kvikmynd) дословно переводится как «(быстро) движущиеся картинки». В стране работает особый комитет, который придумывает соответствия названиям современных изобретений и технических приспособлений. Например, «телефон» называется sími — в честь волшебной нити, которую использовали для связи герои древней саги, «сотовый телефон» — farsími. Янтарь называется raf, а электричество — rafmagn, буквально: «янтарная сила»; батарейка — rafgeymir «сберегатель янтаря».
Почти все международные слова составляются из исконных корней: rökfræði «логика» (rök «обсуждение, обдумывание» + -fræði «наука»), hljómlist «музыка» (hljómur «звук» + list «искусство»), bókasafn «библиотека» (bók «книга» + safn «собрание»), jafnaðarstefna «социализм» («политика равенства») и др.
Некоторое количество заимствований в исландском словарном составе тем не менее имеется: например, regla «правило» (от латинского regula), blek «чернила» (как и в другие скандинавские языки, слово пришло из староанглийского), bíll ― сокращение от automobil (посредством датского). 

### Числительные
| 1  | einn    | 19      | nítján          |
| 2  | tveir   | 20      | tuttugu         |
| 3  | þrír    | 21      | tuttugu og einn |
| 4  | fjórir  | 30      | þrjátíu         |
| 5  | fimm    | 40      | fjörutíu        |
| 6  | sex     | 50      | fimmtíu         |
| 7  | sjö     | 60      | sextíu          |
| 8  | átta    | 70      | sjötíu          |
| 9  | níu     | 80      | áttatíu         |
| 10 | tíu     | 90      | níutíu          |
| 11 | ellefu  | 100     | (eitt) hundrað  |
| 12 | tólf    | 101     | hundrað og einn |
| 13 | þrettán | 200     | tvö hundruð     |
| 14 | fjórtán | 1000    | (eitt) þúsund   |
| 15 | fimmtán | 10000   | tíu þúsund      |
| 16 | sextán  | 100000  | hundrað þúsund  |
| 17 | sautján | 1000000 | ein milljón     |
| 18 | átján   | 0       | núll            |

## Антропонимика
У большинства исландцев нет фамилий. В 1925 году был издан специальный закон, запрещающий гражданам страны приобретать фамилии. Тем не менее около 9 % населения их сохраняет — например, распространены фамилии Tulinius, Dahl, Norddal. Большое количество новых иммигрантов при получении гражданства не меняют имени и сохраняют фамилии.
У большинства исландцев есть только отчества, которые образуются путём прибавления к имени отца в родительном падеже — либо son («сын»), либо dóttir («дочь»). Например, сына Йоуна Пьетюрссона (Jón Pétursson) будут звать Аурни Йоунссон (Árni Jónsson), а его дочь — Агнес Йоунсдоттир (Agnes Jónsdóttir). Нередко у исландцев, помимо главного имени, есть ещё и второе, отчасти заменяющее фамилию, например, Йоханна Гвюдрун Йоунсдоттир (исл. Jóhanna Guðrún Jónsdóttir), Эйнар Агуст Видиссон (исл. Einar Ágúst Víðisson), Ари Фрейр Скуласон (исл. Ari Freyr Skúlason).

### Словари
- Берков В. П. Исландско-русский словарь / Сост. канд. филол. наук доцент В. П. Берков при участии магистра А. Бёдварссона. — М., 1962.
- Русско-исландский словарь / Сост. Хельги Харальдссон; под ред. В. П. Беркова. — Рейкьявик, 1996.
- Árni Böðvarsson. Íslensk Orðabók, Mál ok Menning/ Árni Böðvarsson, Reykjavík, 1993.